# Bradysia hortensis
Bradysia hortensis är en tvåvingeart som beskrevs av Heller 2000. Bradysia hortensis ingår i släktet Bradysia och familjen sorgmyggor.
Artens utbredningsområde är Tyskland. Inga underarter finns listade i Catalogue of Life.